# Acontia plumbicula
Acontia plumbicula är en fjärilsart som beskrevs av George Francis Hampson 1906. Acontia plumbicula ingår i släktet Acontia och familjen nattflyn. Inga underarter finns listade i Catalogue of Life.